# 井上純一 (自治体公務員)
井上純一（いのうえ じゅんいち、1956年2月1日 - ）は、日本の自治体公務員。

## 来歴
神奈川県秦野市出身。神奈川大学法学部卒業後、1978年、平塚市役所入庁。2013年4月、企画政策部長。2015年6月4日、平塚市副市長。2019年6月、任期満了に伴い退任。2020年5月26日、（公財）平塚市まちづくり財団理事長。

## 略歴
- 1978年4月：平塚市役所入庁。
- 2007年4月：平塚市総務部財政課長。
- 2008年4月：平塚市企画部財政課長。
- 2011年4月：平塚市監査委員事務局長。
- 2011年5月：平塚市総務部税務担当部長。
- 2012年4月：平塚市公営事業部長。
- 2013年4月：平塚市企画政策部長。
- 2015年6月4日：平塚市副市長。
- 2019年6月：退任。